# Der junge Mr. Lincoln
Der junge Mr. Lincoln (Originaltitel: Young Mr. Lincoln) ist eine US-amerikanische Filmbiografie von John Ford aus dem Jahr 1939 über das frühe Leben des späteren US-Präsidenten Abraham Lincoln. Das Drehbuch basiert auf einer Erzählung von Drehbuchautor Lamar Trotti. Die deutsche Premiere fand im deutschen Fernsehen (ZDF) am 11. Mai 1972 statt.

## Handlung
New Salem, Illinois, im Jahr 1832. Der junge Abraham Lincoln kandidiert für das Staatsparlament. Nach einer Ansprache verkauft er an eine durchziehende Siedlerfamilie namens Clay Lebensmittel im Austausch für die Ausgabe eines Gesetzbuches. An einem Fluss studiert Lincoln das Buch und ist vom Text angeregt. Seine Jugendliebe Ann Rutledge ermutigt ihn, seine Studien fortzusetzen. Als Ann unerwartet stirbt, verlässt Lincoln das elterliche Geschäft und nimmt ein Studium der Rechtswissenschaften auf. Schließlich zieht er nach Springfield, um mit seinem Freund John Stuart eine Anwaltskanzlei zu eröffnen. Am Unabhängigkeitstag begegnet er seiner späteren Frau Mary Todd und seinem späteren politischen Gegner Stephen Douglas.
Nach einem Fest in Springfield kommt es in einem nahegelegenen Wald zu einem Kampf zwischen Scrub White und den beiden Brüder Matt und Adam Clay, bei dem sich ein Schuss aus Whites Pistole löst. Dessen Freund J. Palmer Cass weist den am Boden liegenden, an dem man später noch einen Messerstich feststellen wird, als tot aus und beschuldigt die Brüder des Mordes. Deren Mutter Abigail, die den letzten Teil des Kampfes beobachtet hatte, weigert sich eine Aussage zu machen, mit der sie sich aus ihrer Sicht für einen ihrer Söhne entscheiden müsste. Die Leute des Orts rotten sich zu einem Lynchmob zusammen, der erst durch Lincoln gestoppt wird, der sich zum Rechtsanwalt der Brüder macht. Mary Todd, die von Lincolns Mut beeindruckt ist, lädt ihn zu einer Party ins Haus ihrer Schwester und deren Ehemann, Ninian Edwards, ein. Auch Douglas ist auf der Feier, doch Mary kann Lincoln an ihm vorbeilotsen. Später reitet Lincoln zu Clays Hütte. Dort trifft er die Mutter an und lernt die Schwiegertochter Sarah und Carrie Sue, Adams Verlobte, kennen. Er verspürt eine tiefe Sympathie zu Mrs. Clay, da sie ihn mit ihrem gütigen und fleißigen Wesen an seine bereits während seiner Kindheit verstorbene Mutter erinnert.
Mit seiner bodenständigen Logik und seinem volksnahen Auftreten appelliert Lincoln bei der Gerichtsverhandlung an die Geschworenen, das Gesetz einfach als eine Frage von Richtig und Falsch anzusehen. Staatsanwalt John Felder ruft Abigail Clay in den Zeugenstand. Er bietet ihr das Leben eines ihrer Söhne an, wenn sie ihm den Namen von Whites Mörder nenne. Abigail verweigert die Aussage. Lincoln erhebt Einspruch gegen Felders Strategie, der daraufhin Lincoln mangelnde Erfahrung vorwirft. Felder ruft nun den überraschten Cass in den Zeugenstand. Der bezeugt, dass Matt Clay das Opfer White erstochen habe, er habe es im Mondschein gesehen.
Noch am gleichen Abend erhält Lincoln Besuch von Richter Bell, der ihm vorschlägt, den erfahreneren Douglas zu Rate zu ziehen. Doch Lincoln will die beiden Brüder alleine verteidigen. In einem landwirtschaftlichen Almanach findet Lincoln heraus, dass zum Zeitpunkt von Whites Tod der Mond schon untergegangen war. Somit war Cass gar nicht in der Lage, den Mord im Mondlicht zu beobachten. Mit dieser Tatsache konfrontiert, gesteht Cass, den Mord selber begangen zu haben. Nach dem Freispruch für die Brüder wird Lincoln von Mary und Douglas, der in ihm einen würdigen Gegner sieht, beglückwünscht. Die Familie Clay kehrt zu ihrer Farm zurück, während Lincoln, der von der Öffentlichkeit für seine Verteidigung der Brüder geehrt wird, durch diesen Fall seinen Aufstieg in Richtung Präsidentschaft beginnt.

## Hintergrund
Das Budget der Produktion lag bei rund 1,5 Millionen US-Dollar. Gedreht wurde in Sacramento, Kalifornien.
Als Vorlage für den Mordfall Clay in diesem Film diente ein realer Mordprozess in Beardstown, Illinois, im Jahr 1858. Abraham Lincoln verteidigte dabei William „Duff“ Armstrong, der des Mordes an James Preston Metzker angeklagt war. Ebenso wie im Film gab der Augenzeuge Charles Allen zu Protokoll, er habe im Mondschein gesehen, dass Armstrong Metzker getötet habe. Lincoln wies nach, dass zum Zeitpunkt des Mordes der Mond schon untergegangen sei, und Armstrong wurde freigesprochen. Während dieser Prozess für den jungen Lincoln im Film der erste große Fall ist, stand Lincoln 1858 bei der Armstrong-Verhandlung weniger als drei Jahre vor der Präsidentschaft und war bereits eine prominente Persönlichkeit.
Young Mr. Lincoln ist der letzte Film von Alice Brady, die 1938 einen Oscar gewonnen hatte. Sie verstarb fünf Monate nach der Uraufführung des Films im Alter von 46 Jahren an Krebs. Drehbuchautor Lamar Trotti gewann 1945 einen Oscar, wiederum für eine Biografie eines US-Präsidenten: Wilson von Henry King. Komponist Alfred Newman, der in seiner Karriere neun Oscars gewinnen konnte, arbeitete mit dem musikalischen Direktor des Films, dem Oscar-Gewinner von 1935 Louis Silvers zusammen. Richard Day (sieben Oscars) und Thomas Little (sechs Oscars) sorgten für die Ausstattung, Stunt-Koordinator war Yakima Canutt.
Im Jahr 2005 erschien der Film auf DVD (Dolby Digital 2.0 Mono) im originalen Vollbild 1,33:1. Die DVD enthält die englische und die deutsche Tonspur.

## Kritiken
Im Lexikon des internationalen Films heißt es: „Biografischer Film über den Anfang der Karriere des berühmten amerikanischen Präsidenten; in der Zeichnung der Hauptfigur etwas naiv, doch atmosphärisch dicht und glaubwürdig, von Henry Fonda überzeugend gespielt“. Herausgekommen sei „[e]in bis in Einzelheiten originell, durchdacht und menschlich echt wirkender Film“. Prisma schrieb: „Das beeindruckende Werk über den Start der Karriere des späteren US-Präsidenten Abraham Lincoln ist ein stimmiges, gut gespieltes Zeitbild. Allerdings wirkt die veraltete (mitunter auch ziemlich fehlerhafte) Synchronisation oft sehr naiv („Als ich noch ein kleiner Hosenmatz in Kentucky war.“ u. ä.). Trotzdem ist dies ein großartiger Film-Genuss! “

## Auszeichnungen
Bei der Oscarverleihung 1940 war der Film in der heute nicht mehr existierenden Kategorie Beste Originalgeschichte (Lamar Trotti) für den Oscar nominiert.
Im Jahr 2003 wurde der Film ins National Film Registry des National Film Preservation Board aufgenommen.